# Odontria obsoleta
Odontria obsoleta är en skalbaggsart som beskrevs av Thomas Broun 1917. Odontria obsoleta ingår i släktet Odontria och familjen Melolonthidae. Inga underarter finns listade i Catalogue of Life.